# 222 км (зупинний пункт, Придніпровська залізниця)
Платформа 222 км — пасажирський залізничний зупинний пункт Дніпровської дирекції Придніпровської залізниці на електрифікованій лінії Нижньодніпровськ-Вузол — Синельникове II між станціями Іларіонове (6,1 км) та Синельникове II (14,3 км). Розташований у західній частині селища Добричі Синельниківського району Дніпропетровської області. Поруч пролягає автошлях територіального значення Т 0401.

## Пасажирське сполучення
На зупинному пункті 222 км зупиняються приміські електропоїзди до станцій Дніпро-Головний, Лозова, Межова, Запоріжжя II, Синельникове I та Чаплине.